# Ákos Füzi
Ákos Füzi (ur. 24 marca 1978 w Kapuvárze) – węgierski piłkarz, grający na pozycji obrońcy. Karierę zakończył w kwietniu 2008 roku.

## Kariera
Karierę rozpoczął w 1995 roku w Győri ETO FC. W późniejszym czasie reprezentował kluby stołeczne: Budapesti Vasutas, Ferencvárosi TC i MTK Hungária FC. W lipcu 2005 roku przeszedł do austriackiego klubu Admira Wacker Mödling. W Austrii rozegrał jednak tylko cztery mecze ligowe i już w styczniu 2006 roku powrócił na Węgry, do Újpest FC. Jego ostatnim klubem w karierze był Vasas SC. Z powodu stale powtarzających się kontuzji kolana profesjonalną karierę zakończył w lipcu 2008 roku. Po zakończeniu kariery przez krótki czas był kierownikiem zespołu Újpest FC.
W reprezentacji zadebiutował 18 sierpnia 1999 roku w spotkaniu z Mołdawią. Łącznie wystąpił w 12 meczach, jednak tylko w spotkaniu z Polską, 11 października 2003 roku przebywał na boisku od pierwszej do ostatniej minuty. Ostatni mecz w reprezentacji rozegrał 19 lutego 2004 roku w meczu przeciwko Łotwie. W reprezentacji gola nie zdobył.

## Sukcesy
- Mistrz Węgier: 2003
- Superpuchar Węgier: 2003